# SV Wiler-Ersigen
Der SV Wiler-Ersigen ist ein Schweizer Unihockeyverein, welcher in der höchsten Schweizer Spielklasse, der Unihockey Prime League mitspielt.

## Geschichte

### Gründung
1984 wurde der Sportverein Wiler von elf Gründungsmitgliedern gegründet. 1986 folgte dann der Beitritt in den Schweizerischen Unihockeyverband (SUHV). 1987 stieg man in die Nationalliga B auf. Der SV Wiler stieg 1988 in die Nationalliga A, seit der Saison 2007/08 Swiss Mobiliar League, auf und fusionierte 1989 mit dem UHC Ersigen, woraus der heutige Verein SV Wiler-Ersigen entstand. In der Nationalliga A erreichte man den achten Schlussrang. In den darauffolgenden Jahren klassierte man sich jeweils auf dem 6. Rang. Im Jahre 1995 verpflichtete Wiler-Ersigen den ersten schwedischen Spieler.

### Rückschritt zum Fortschritt
Nach einer völlig missratenen Saison stieg der Verein 1996 in die Nationalliga B ab. Nach einem einjährigen Gastspiel in der NLB kehrte die Mannschaft 1997 wieder in die höchste Spielklasse zurück. 1998 und 1999 beendete man die Saison auf dem dritten Schlussrang. Im neuen Jahrtausend stand der SV Wiler-Ersigen erstmals im Cupfinal, verlor diesen jedoch. Ebenfalls eröffnete man in diesem Jahr die Geschäftsstelle des Vereins. 2002 konnte man sich für den Final der Schweizer Meisterschaft qualifizieren und wurde schlussendlich Vizemeister. Im Folgejahr wurde der SVWE erneut Vizemeister.

### Titel um Titel
In den Jahren 2004, 2005, 2007, 2008, 2009, 2010, 2011, 2012, 2014, 2015, 2017, 2019 und 2023 ist der Verein Schweizer Meister im Unihockey geworden. 2005 gelang dem SVWE der Europacupsieg als erster Schweizer Meister. 2006 konnte man den Schweizer Meistertitel nicht verteidigen und wurde Vizemeister. Am Europacup im selben Jahr holte der Verein aus Ersigen und Wiler bei Utzenstorf die Bronze-Medaille am Europacup. In den darauffolgenden sechs Jahren, 2007, 2008, 2009, 2010, 2011, gewann der SV Wiler-Ersigen die Schweizer Meisterschaft im Unihockey. Im Jahr 2011 trennte man sich vom damaligen Erfolgstrainer Thomas Berger, welcher seit 2003 die Geschicke der ersten Mannschaft geleitet hat. Sein Nachfolger wurde Heikki Luukkonen. Luukkonen konnte mit dem SVWE ebenfalls die Meisterschaft gewinnen. 2013 wurde er mit dem SV Wiler-Ersigen Cupsieger. Nach der Saison wurde der Schwede Johan Schönbeck als neuer Trainer vorgestellt. Unter Schönbeck konnte man zwei weitere Schweizer Meisterschaften gewinnen. 2015 wurde man zum 10. Mal Schweizer Meister werden. Der SV Wiler-Ersigen bezeichnet den Gewinn des 10. Meistertitels, in Anlehnung an Real Madrid, als la décima. Nach der Saison 2014/15 übernahm Olle Thorsell die Leitung der ersten Mannschaft. 2016 gewann man erneut die Schweizer Meisterschaft. Nach der Saison wurde Thorsell durch den ehemaligen Erfolgstrainer Thomas Berger ersetzt. Unter Berger wurde man 2017 erstmals im Superfinal Schweizer Meister und sicherte sich 2018 dem Cupsieg. 2018 unterlag man im Superfinal Floorball Köniz und wurde Vizemeister. Am Sa. 27. April 2019 holte sich der SVWE den Titel zurück und feierte mit dem 12. Titel den Rekordmeistertitel.

## Erfolge
- Schweizer Meister: 2004, 2005, 2007, 2008, 2009, 2010, 2011, 2012, 2014, 2015, 2017, 2019 und 2023
- Schweizer Vizemeister: 2002, 2003, 2006, 2018, 2021, 2022 und 2024
- Schweizer Cup: 2005, 2013 und 2018
- European Cup: 2005

## Trainer
- 1999–2003 Björn Söderberg
- 2003–2011 Thomas Berger
- 2011–2013 Heiki Luukkonen
- 2013–2015 Johan Schönbeck
- 2015–2016 Olle Thorsell
- 2016–2022 Thomas Berger
- 2023 (Jan.-April) Radek Sikora
- 2023 Lukas Schüepp

## Ehemalige Spieler
- Joel Gysin spielte 2008 für Wiler-Ersigen
- Vesa Punkari (* 1976) spielte von 2006 bis 2008 für Wiler-Ersigen
- Esa Jussila
- Christoph Hofbauer
- Lassi Vänttinen
- Matthias Hofbauer